# فرهاد فخرالدینی

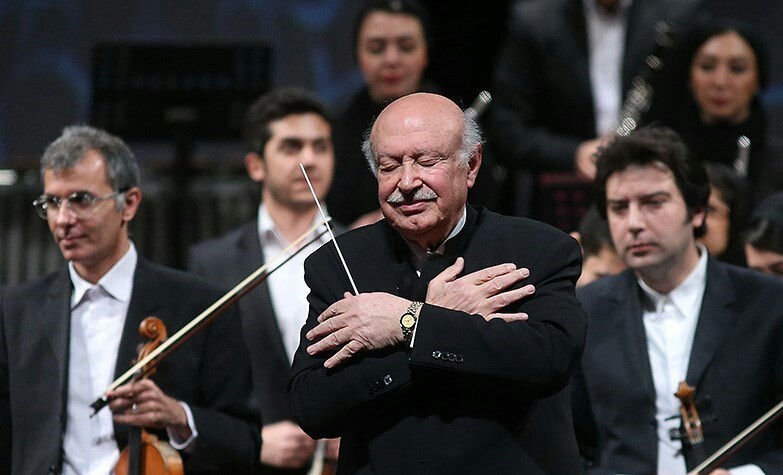
فرهاد فخرالدینی - جشنواره موسیقی فجر ۱۳۹۴

فرهاد فخرالدینی (زاده ۲۱ اسفند ۱۳۱۶) موسیقی‌دان، آهنگساز و رهبر ارکستر اهل ایران است. او آثار مشهوری را برای موسیقی متن فیلم‌های سینمایی و مجموعه‌های تلویزیونی ساخته است که سربداران، امام علی و بوعلی سینا از جمله آن‌ها هستند. او ارکستر ملی ایران را در سال ۱۳۷۷ بنیان‌گذاری و آن را به مدت ۱۱ سال رهبری کرد و اکنون نیز یکی از اعضای شورای عالی خانه موسیقی ایران است.

## زندگی
فرهاد فخرالدینی، ۲۱ اسفند ۱۳۱۶ در گده‌بی، نزدیک به گنجه در آذربایجان شوروی متولد شد. پدرش اهل اسکو و مادرش اهل گنجه بود. دو ماه پس از تولدش، خانوادهٔ فخرالدینی به شهر زنوز در استان آذربایجان شرقی، مهاجرت کردند و مدت کوتاهی در خانهٔ خواهرِ پدر، ساکن شدند. پس از آن به تبریز مهاجرت کردند. پدرش محمدعلی فخرالدینی متخلص به «محزون» (زاده ۱۳۶۵–درگذشته ۱۲۷۸)، از شعرای آذربایجان بود که نزد مردم آن سرزمین از احترام خاصی برخوردار بود.
فخرالدینی نواختن ویلون را از کودکی آغاز کرد. و تحصیلات موسیقی‌اش را در هنرستان عالی موسیقی ملی و «مؤسسه موسیقی‌شناسی» -که تنها برای یک دوره چهار ساله در سال‌های دههٔ ۴۰ در تهران بنیاد شده بود-گذراند هنوز تحصیلاتش در هنرستان عالی به پایان نرسیده بود که از طرف حسین دهلوی (ریاست وقت هنرستان) به تدریس در آن‌جا دعوت شد. از سال ۱۳۴۲ تا زمان بازنشستگی در هنرستان و هنرکده موسیقی ملی به تدریس موسیقی اشتغال و همچنین به عنوان نوازنده ویلن در ارکستر گلها و ارکسترهای دیگر همکاری داشته است. از سال ۱۳۵۲ تا ۱۳۵۸ رهبر ارکستر بزرگ رادیو و تلویزیون بوده است. در سال ۱۳۵۲ همهٔ ارکسترهای موجود در سازمان رادیو تلویزیون در هم ادغام شدند و ارکستر بزرگ سازمان را به وجود آوردند. در مسابقه‌ای که برای گزینش رهبر این ارکستر برگزار شد، فخرالدینی بیشترین امتیاز را آورد و از آن سال تا سال ۱۳۵۸ سرپرستی و رهبری ارکستر رادیو و تلویزیون ملی را بر عهده داشت. وی در طول فعالیت حرفه ای خود با افراد بسیاری از جمله حسین دهلوی، مصطفی پورتراب، احمد پژمان، روح‌الله خالقی، جواد معروفی، مرتضی حنانه، فریدون ناصری همکاری داشته است.
از اساتیدی که فخرالدینی نزد آن‌ها موسیقی را فراگرفته می‌توان به احمد مهاجر، ابوالحسن صبا، علی تجویدی (در رشته ویولن و موسیقی ردیف ایرانی)، ملیک اصلانیان (در اصول تئوری موسیقی و هارمونی و تجزیه و تحلیل موسیقی کلاسیک)، مهدی برکشلی (در تجزیه و تحلیل موسیقی ایرانی) و خاچی خاچیک اشاره کرد. از جمله شاگردان او نیز می‌توان به حسین علیزاده، مهدی حسینی، محمد حق‌گو، علی‌اکبر قربانی، اشاره کرد.
برادر بزرگ او، فخرالدین فخرالدینی، عکاس نامدار پرتره است. برادر کوچکترش فاروق فخرالدینی ضمن اشتغال به حرفه عکاسی، از ورزشکاران بنام بوده و سال‌ها سمت مربی‌گری تیم ملی والیبال ایران را عهده‌دار بوده است.

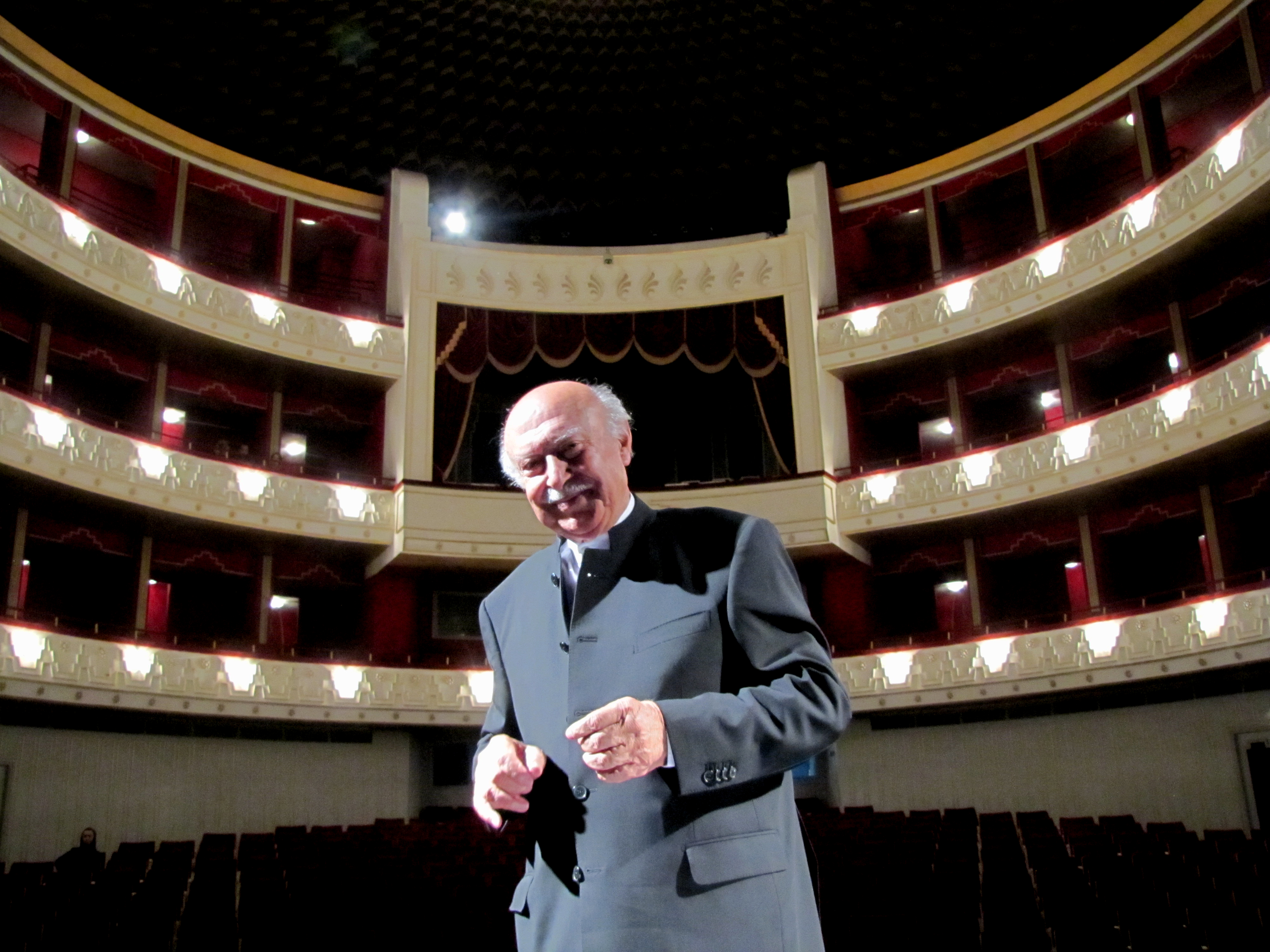
فرهاد فخرالدینی، تالار وحدت، ارکستر ملی سازهای ایرانی

## ارکستر ملی ایران

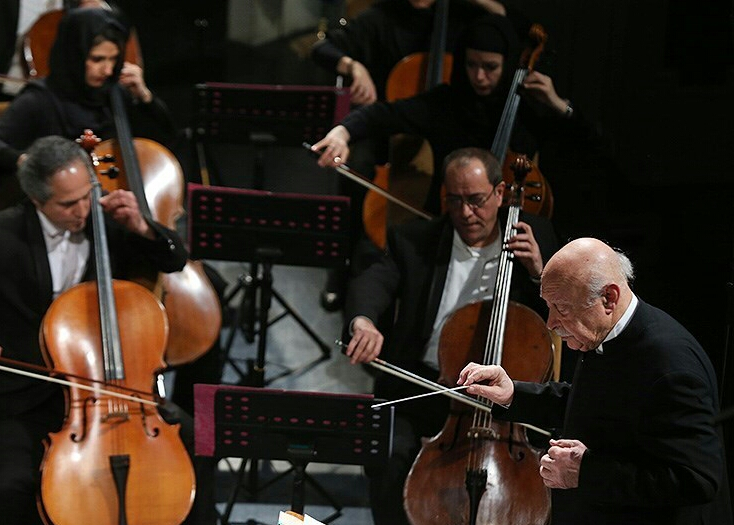
ارکستر ملی ایران به رهبری فخرالدینی

او در سال ۱۳۷۷ ارکستر موسیقی ملی ایران را بنیان گذاشت و اولین برنامهٔ این ارکستر به اجرای چند اثر از علی تجویدی با آواز محمدرضا شجریان اختصاص یافت. وی در تیرماه سال ۱۳۸۸ و به دنبال واگذاری سه مجموعه ارکستر ملی ایران، ارکستر سمفونیک و گروه کر دفتر موسیقی به «بنیاد فرهنگی و هنری رودکی» اعلام کرد «دیگر تمایلی به ادامه همکاری با ارکستر ملی و رهبری این مجموعه ندارم.» اما دوباره در خرداد ۱۳۹۴ رهبری ارکستر را به دست گرفت و در مقابل مقامهای دولتی، هنرمندان و سفرا نخستین اجرای خود را پس از سالها دوری از ارکستر انجام داد.

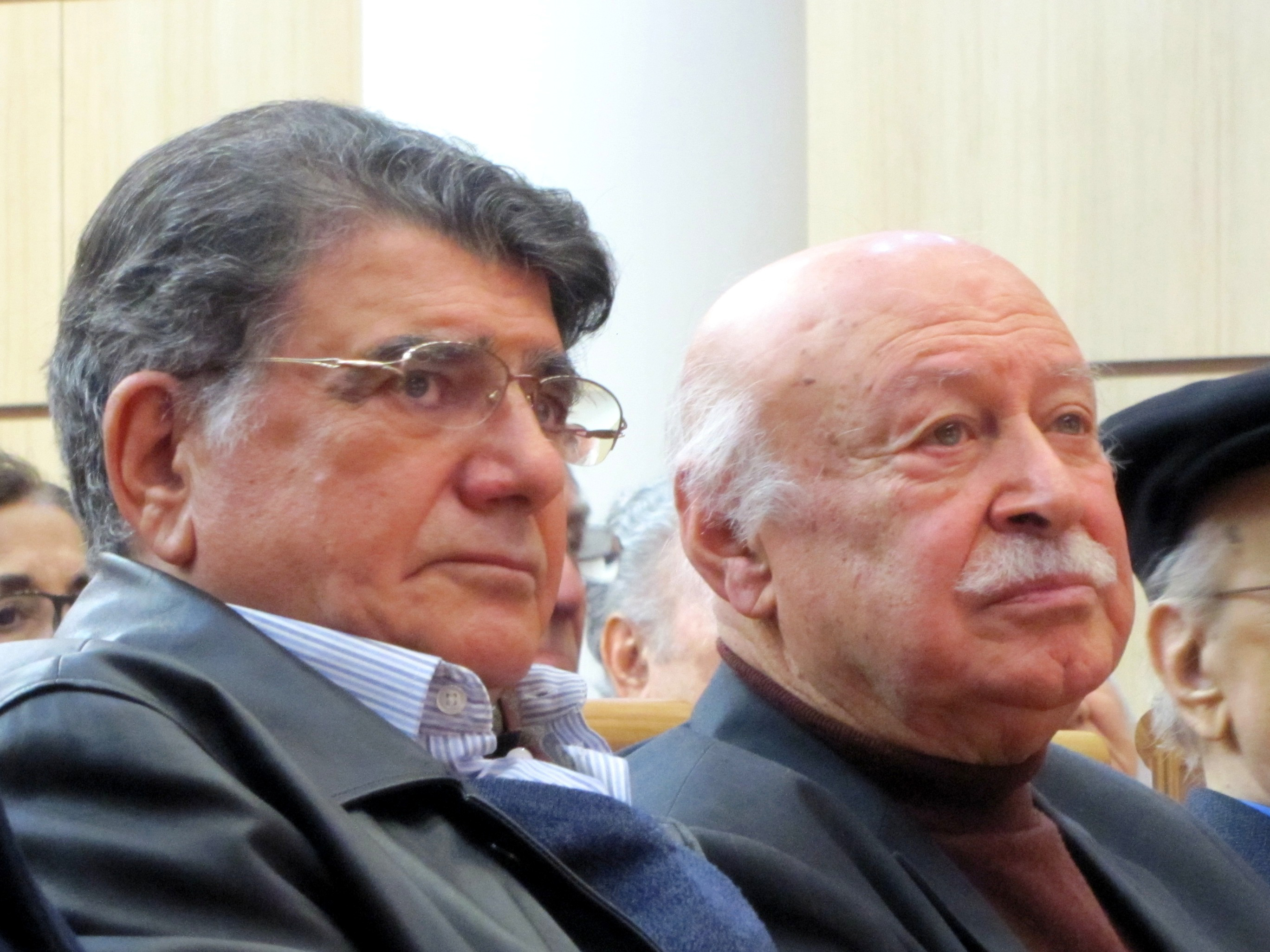
شب فرهاد فخرالدینی - سه شنبه ۲۲ دی ماه ۱۳۹۴ مجله بخارا با حضور استاد محمدرضا شجریان

همچنین می‌توان به اجرای کنسرت در شهرهای پکن و شانگ‌های چین، کشور سوئیس و کویت و همچنین اجراهای متعدد در شهرهای تهران، سنندج، شیراز و اصفهان اشاره کرد.

## آثار
فخرالدینی در سال‌های پس از انقلاب و با دشواری‌هایی که برای کار با ارکستر و برگزاری کنسرت‌های بزرگ پیش‌آمد، بیشتر به موسیقی فیلم پرداخت. او از سال ۱۳۴۷ و با شوهر آهو خانم آهنگ‌سازی فیلم را شروع کرد و تا به امروز برای بیش از ۱۵ فیلم و مجموعه تلویزیونی موسیقی ساخته است. در این میان موسیقی او برای مجموعه‌های تلویزیونی سربداران، امام علی و بوعلی سینا با استقبال بسیار روبرو شدند. موسیقی متن مجموعه‌های تلویزیونی روزی روزگاری، کیف انگلیسی، روشن‌تر از خاموشی و شهریار از دیگر ساخته‌های او هستند.
فخرالدینی همچنین از اواخر دههٔ چهل خورشیدی تاکنون آثار بسیاری را نیز برای خوانندگان مطرح ایرانی آهنگسازی و تنظیم کرده است. تنظیم تصنیف «داروگ» با آهنگی از محمدرضا لطفی بر روی شعری از نیما یوشیج قطعاً از مهم‌ترین ساخته‌های فخرالدینی به‌شمار می‌آید. «داروگ» اولین تصنیف بر روی شعر نو است که در دههٔ ۵۰ از برنامهٔ رادیویی گلچین هفته و با صدای محمدرضا شجریان پخش شد و به عنوان یکی از موفق‌ترین تلفیق‌های موسیقی سنتی با شعر نو شناخته می‌شود.

### فیلم
| سال  | نام فیلم          | کارگردان       | منبع  |
| ---- | ----------------- | -------------- | ----- |
| ۱۳۴۷ | شوهر آهو خانم     | داوود ملاپور   | [ ۲ ] |
| ۱۳۶۲ | کمال الملک        | علی حاتمی      | [ ۲ ] |
| ۱۳۶۵ | گزارش یک قتل      | محمدعلی نجفی   | [ ۲ ] |
| ۱۳۶۶ | پرستار شب         | محمدعلی نجفی   | [ ۲ ] |
| ۱۳۶۷ | روز باشکوه        | کیانوش عیاری   | [ ۲ ] |
| ۱۳۶۷ | شاخه‌های بید       | امرالله احمدجو | [ ۲ ] |
| ۱۳۶۸ | جستجوگر           | محمد متوسلانی  | [ ۲ ] |
| ۱۳۶۸ | ساوالان           | یدالله صمدی    | [ ۲ ] |
| ۱۳۶۹ | ملک خاتون         | حسن محمدزاده   | [ ۲ ] |
| ۱۳۶۹ | زندان دیو         | حسن محمدزاده   | [ ۲ ] |
| ۱۳۶۹ | آپارتمان شماره ۱۳ | یدالله صمدی    | [ ۲ ] |
| ۱۳۷۰ | قرق               | احمد هاشمی     | [ ۲ ] |
| ۱۳۷۳ | آدم‌برفی           | داوود میرباقری | [ ۲ ] |
| ۱۳۷۹ | مسافر ری          | داوود میرباقری | [ ۲ ] |
| ۱۳۸۲ | وعده دیدار        | جمال شورجه     | [ ۲ ] |

### سریال
| سال  | نام سریال        | کارگردان          | منبع   |
| ---- | ---------------- | ----------------- | ------ |
| ۱۳۶۳ | سربداران         | محمدعلی نجفی      | [ ۲ ]  |
| ۱۳۶۶ | بوعلی سینا       | کیهان رهگذار      | [ ۲ ]  |
| ۱۳۷۰ | روزی روزگاری     | امرالله احمدجو    | [ ۲۴ ] |
| ۱۳۷۵ | امام علی         | داوود میرباقری    | [ ۲۵ ] |
| ۱۳۷۸ | کیف انگلیسی      | سید ضیاءالدین دری | [ ۲۶ ] |
| ۱۳۸۱ | روشن‌تر از خاموشی | حسن فتحی          | [ ۲۷ ] |
| ۱۳۸۵ | شهریار           | کمال تبریزی       | [ ۲۸ ] |

### کتاب
- «شرح بی‌نهایت» - انتشارات قطره - ۱۳۹۲[۲۹]
- «تجزیه و تحلیل و شرح ردیف موسیقی ایران» - انتشارات معین - ۱۳۹۲[۳۰]
- «فرم و آفرینش در موسیقی ایرانی» - انتشارات معین - ۱۳۹۴[۳۱]
- «هارمونی موسیقی ایرانی» - انتشارات معین - ۱۳۹۴[۳۱]
- «زیر گنبد مینا» - انتشارات معین - ۱۳۹۷[۳۲]

## جوایز و افتخارات
- چهره ماندگار موسیقی سومین همایش چهره‌های ماندگار در سال ۱۳۸۲[۳۳]

### جشنواره فیلم فجر
| سال  | نام فیلم          | رده                            | نتیجه    | منبع          |
| ---- | ----------------- | ------------------------------ | -------- | ------------- |
| ۱۳۶۵ | گزارش یک قتل      | سیمرغ بلورین بهترین موسیقی متن | برنده    | [ ۳۴ ] [ ۳۵ ] |
| ۱۳۶۶ | پرستار شب         | سیمرغ بلورین بهترین موسیقی متن | برنده    | [ ۳۶ ]        |
| ۱۳۶۸ | ساوالان           | سیمرغ بلورین بهترین موسیقی متن | نامزدشده | [ ۳۷ ]        |
| ۱۳۶۹ | آپارتمان شماره ۱۳ | سیمرغ بلورین بهترین موسیقی متن | نامزدشده | [ ۳۸ ]        |

وی به درخواست استادش مهدی برکشلی برای اولین بار تنبور خراسان را به روش ابونصر فارابی که با روایت خود فارابی نوشته و به وسیله برکشلی شرح داده شده بود، پس از شش ماه پرده بندی نمود. طی کنفرانسی که از طرف هنرستان، در تاریخ ۲۲ بهمن ۱۳۴۱ ترتیب داده شد ساز جدید را نواخت.

### موسیقی متن مجموعه تلویزیونی امام علی
فخرالدینی در زمینهٔ پژوهش در آثار موسیقی کهن ایرانی هم فعالیت‌هایی داشته است. او در مورد رمزگشایی از یکی از سروده‌های عبدالقادر مراغه‌ای گفته است:
«عبدالقادر آهنگی دارد در دو کتاب مقاصدالالحان و جامع‌الالحان که با حروف ابجد نوشته شده… و تاکنون شمار زیادی از پژوهشگران خارجی و خودی روی آن کار کرده‌اند ولی هیچ کدامشان موفق نشده‌اند که شعر و آهنگ این قطعه را با هم تطبیق بدهند… توفیق کشف این کار به من رسید که نزدیک ۳۰ سال روی آن کار کرده‌ام.»
فخرالدینی برای ساخت موسیقی تیتراژ ابتدایی «مجموعه تلویزیونی امام علی»، از سرودهٔ مراغه‌ای بهره برده است.